# Борисполь-Аэропорт
Борисполь-Аэропорт — станция Киевской дирекции Юго-Западной железной дороги (Украина), конечная станция линии к. п. 19 км — Борисполь-Аэропорт (ответвление от линии Дарница — Гребёнка). Расположена на территории международного аэропорта «Борисполь».

## Статус и инфраструктура

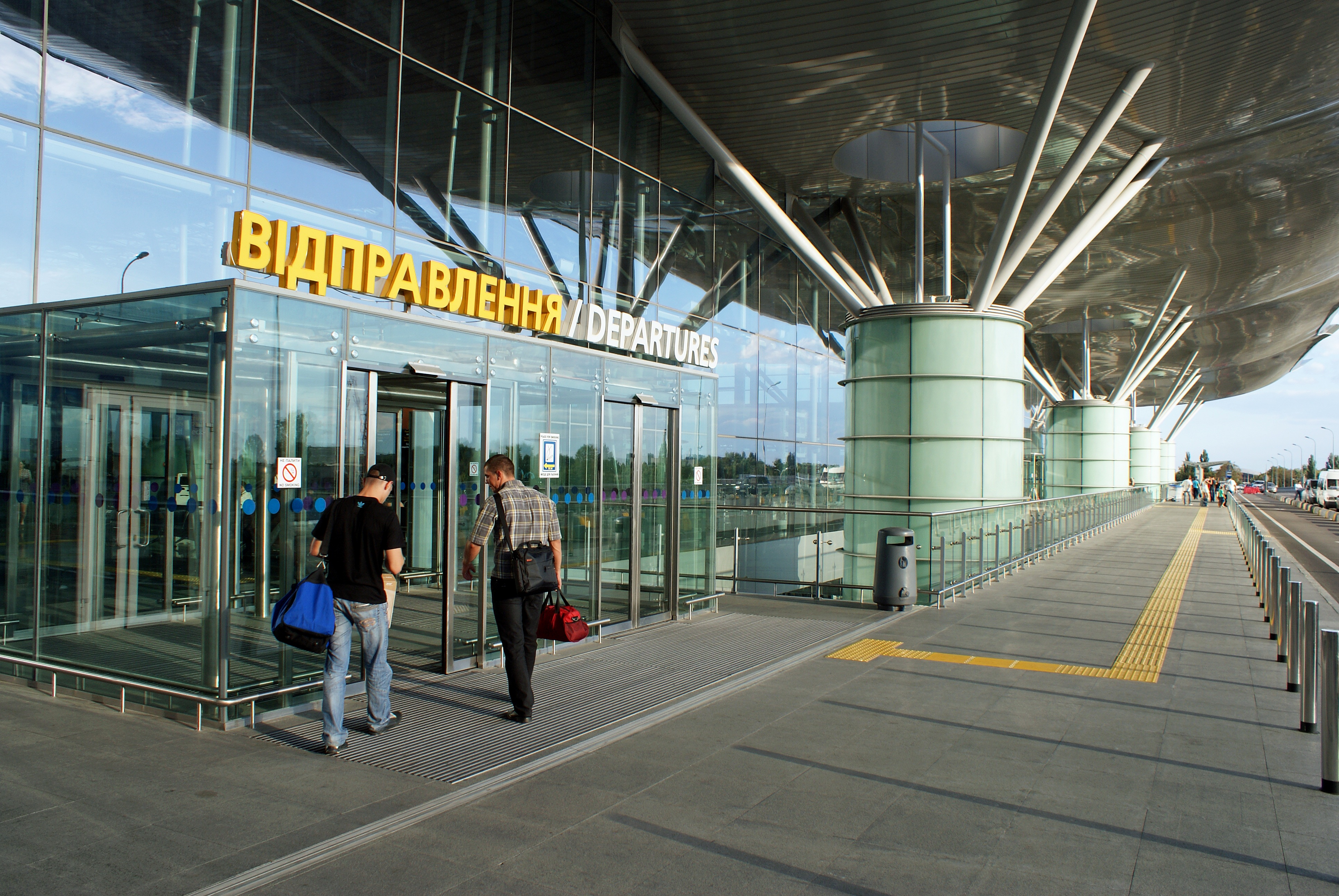
Станция расположена возле основного действующего терминала «D»

Станция построена в 2018 году непосредственно на территории международного аэропорта «Борисполь». Является тупиковой станцией только пассажирского (не товарного) направления, предназначенной исключительно для обслуживания специализированного скоростного железнодорожного экспресса между аэропортом «Борисполь» и Киевом. Примыкает непосредственно к действующему пассажирскому D-терминалу аэропорта.

## Сообщение с Киевом
Экспресс останавливается на станциях: Борисполь-Аэропорт, Дарница, Выдубичи, Киев-Пассажирский. Экспресс курсирует каждый час круглосуточно. Но в случае проведения в Киеве массовых мероприятий и существенного увеличения пассажиропотока, регулярность движения рельсовых автобусов будет оперативно корректироваться.
Для приобретения билетов на рельсовые автобусы используются современные технологии. Билеты можно приобрести через все мобильные устройства, включительно и с борта авиалайнера любой страны мира (при наличии интернет-соединения).

## Эксплуатация
Тестовый рейс был осуществлен 25 октября 2018 года с участием премьер-министра Украины В. Гройсмана. 26 ноября было обнародовано расписание движения экспресса. Официальное открытие станции и движения экспресса произошло 30 ноября 2018 года, с участием президента и премьер-министра Украины.